# Vila Pouca de Aguiar
Vila Pouca de Aguiar és un municipi portuguès, situat al districte de Vila Real, a la regió del Nord i a la subregió de l'Alt Trás-os-Montes.L'any 2006 tenia 10.583 habitants. Es divideix en 17 freguesies. Limita al nord amb Chaves, a l'est amb Valpaços i Murça, al sud amb Alijó, Sabrosa i Vila Real, a l'oest amb Ribeira de Pena i al nord-oest amb Boticas.

## Freguesies
- Afonsim
- Alfarela de Jales
- Bornes de Aguiar
- Bragado
- Capeludos
- Gouvães da Serra
- Lixa do Alvão
- Parada de Monteiros
- Pensalvos
- Sabroso de Aguiar
- Santa Marta da Montanha
- Soutelo de Aguiar
- Telões
- Tresminas
- Valoura
- Vila Pouca de Aguiar
- Vreia de Bornes
- Vreia de Jales

## Població
| Població del municipi de Vila Pouca de Aguiar (1801 – 2004) | Població del municipi de Vila Pouca de Aguiar (1801 – 2004) | Població del municipi de Vila Pouca de Aguiar (1801 – 2004) | Població del municipi de Vila Pouca de Aguiar (1801 – 2004) | Població del municipi de Vila Pouca de Aguiar (1801 – 2004) | Població del municipi de Vila Pouca de Aguiar (1801 – 2004) | Població del municipi de Vila Pouca de Aguiar (1801 – 2004) | Població del municipi de Vila Pouca de Aguiar (1801 – 2004) | Població del municipi de Vila Pouca de Aguiar (1801 – 2004) |
| ----------------------------------------------------------- | ----------------------------------------------------------- | ----------------------------------------------------------- | ----------------------------------------------------------- | ----------------------------------------------------------- | ----------------------------------------------------------- | ----------------------------------------------------------- | ----------------------------------------------------------- | ----------------------------------------------------------- |
| 1801                                                        | 1849                                                        | 1900                                                        | 1930                                                        | 1960                                                        | 1981                                                        | 1991                                                        | 2001                                                        | 2004                                                        |
| 8171                                                        | 10408                                                       | 16047                                                       | 18108                                                       | 25394                                                       | 20121                                                       | 17081                                                       | 14998                                                       | 15100                                                       |